# Estrilda rufibarba
La estrilda árabe (Estrilda rufibarba) es una especie de ave paseriforme de la familia Estrildidae´endémica del sur de Arabia. 

## Distribución y hábitat
Se encuentra únicamente en los montes de Yemen y el sureste de Arabia Saudita. Esta especie suele encontrarse, preferentemente, en las tierras más húmedas al sur de Tihamah, en las laderas de las colinas y en las pendientes aterrazadas de las regiones escarpadas del occidente yemení, así como también en los wadis dispersos en el área en cuestión. También pueden hallarse ejemplares en las costas sureñas de Yemen Oriental, en las cercanías de Wadi al-Jahr, así como en las zonas donde se realizan cultivos de regadío en forma intensiva entre Hadhramaut, Shibam y Tarim, que se encuentra profusamente cubierta de árboles y arbustos. Por lo común, habita entre los 250 y los 2.600 metros sobre el nivel del mar.
El estrilda árabe suele encontrarse asociado a las áreas agrícolas con regadío (fundamentalmente, a los cultivos de cereales como el trigo y la cebada), puesto que en ellas puede obtener tanto agua (un bien escaso en el medio en que habita) y semillas, de las que se  alimenta. No obstante, las técnicas modernas de irrigación no solamente han aumentado los cultivos y las semillas a disposición de estas aves, sino que, también, han destruido la densa vegetación nativa de arbustos, en los cuales los astrildes árabes construyen sus nidos, a la vez que los emplean como apostaderos donde dormir.